# لوپوس منتشر
لوپوس منتشر یا لوپوس اریتماتوس سیستمیک (به انگلیسی: Systemic Lupus Erythematosus) در پزشکی با علامت اختصاری SLE گونه‌ای از انواع بیماری‌های خود ایمنی است که در آن سیستم دفاعی بدن، علیه ارگان‌ها و بافت‌های پیوندی خودی عمل کرده و به‌آن‌ها آسیب می‌رساند. زنان در مقابل این بیماری ده‌برابر بیشتر از مردان آسیب‌پذیرند.
این بیماری اغلب پوست و چندین اندام داخلی را درگیر می‌کند و با وجود اتوآنتی بادی در خون همراه است. سیر بالینی لوپوس شامل دوره‌های فعالیت و بهبود است.
لوپوس (Lupus) در زبان لاتین به معنی گرگ و اریتما (Erythema) در زبان یونانی به معنی سرخی است. این نام به‌دلیل شکل لکه سرخ بر پوست است که شبیه جای گازگرفتگی گرگ است.

## آسیب‌شناسی
سبب بیماری، نقص ایمنی پوست و ارگان‌های داخلی است که منشأ آن تاکنون شناخته نشده‌است. در نوع رایج‌تر آن «ال. ئی. کرونیکوس دیسکوئیدس»∗ که فقط محدود به پوست می‌شود، غالباً روی صورت و بینی لکه‌ای سرخ‌رنگ به شکل پروانه نقش می‌بندد. نوع حاد∗ آن، که به‌ندرت به مرگ می‌انجامد و بیشتر در زنان و در دههٔ سوم سنین زندگی بروز می‌کند، به ارگان‌های داخلی مانند کلیه، قلب و مفاصل نیز سرایت می‌کند. پس از بروزِ لوپوسِ منتشر، در خون بیمار، عوامل دفاعی پدیدار می‌شود که علیه سلول‌های حفاظت‌کننده و گلبول‌های موجود در خون اقدام می‌کند و به نابودی آن‌ها می‌پردازد و منجر به تقلیل گلبول‌های سفید و قرمز خون می‌شود.∗ در این مقطع، سلول‌های ایمنیِ حاصل از این فعل و انفعالات، در جدارهٔ رگ‌ها و سایر نقاط بدن رسوب می‌کنند که این خود به دگرگونی اندام‌های مربوط می‌انجامد. به زبان ساده‌تر، این بیماری مظهر نوعی برادرکشی است که طی آن، گلبول‌های سفید –که به منزلهٔ سیستم دفاعی بدن هستند– شروع به از بین بردن یکدیگر و در مراحل پیشرفته، شروع به از بین بردن بافت‌های گوناگون بدن می‌کنند و در نتیجه، تعداد آن‌ها کاهش می‌یابد و سبب شدت بیماری می‌شوند. گرچه منشأ و عامل بروز این بیماری تاکنون ناشناخته مانده‌است، پژوهش‌گران حدس می‌زنند که عامل بروز این بیماری احتمالاً نوعی ویروس یا پرتو فرابنفش است. علاوه بر فرضیهٔ یادشده، نتایج حاصله از آزمایش‌های دیگر حاکی از این است که عامل ژنتیکی نیز در این بیماری مؤثر است:
- خویشاوندان درجه اول و دوم یک فردِ مبتلا به لوپوس، بیش از دیگران در معرض ابتلا قرار می‌گیرند.
- احتمال این‌که یک شخص مبتلا به لوپوس حداقل دارای یک خویشاوند درجهٔ اول مبتلا به همین بیماری بوده‌باشد، در حد ۳٪ تا ۱۰٪ ثابت شده‌است.
- آمار موجود دربارهٔ دوقلوهای تک‌تخمکی مبتلا به لوپوس ۲۵٪ است.∗
- آمار دوقلوهای دوتخمکی مبتلا به لوپوس فقط ۵٪ است.

وجود پادتن‌های علیه اجزای هسته نشانهٔ شاخص سرم‌شناسی در بیماری لوپوسِ منتشر است.
فرضیه‌ای مبنی بر اینکه اختلال در عملکرد ماکروفاژهای رفتگر (Scavenger) باعث انباشته شدن سلول‌های آپاپتوز شده، در بافت‌ها و ایجاد التهاب است. همچنین در اختلالات نادر ژنتیکی در عملکرد اجزای سیستم کمپلمان (شامل C1q ,C2، و C4) باعث ایجاد لوپوسِ منتشر می‌شوند.
از هنرمندان معروف که تجربهٔ این بیماری را داشتند می‌توان به مایکل جکسون، تونی برکستون، سلنا گومز و لیدی گاگا اشاره کرد.

## علایم و نشانه‌ها
لوپوس را از جمله بیماری‌های با عنوان «مقلد بزرگ» می‌دانند، چون معمولاً علائم آن شبیه به علائم بیماری‌های دیگر است. لوپوس یک آیتم کلاسیک در تشخیص افتراقی است، چون علائم آن بسیار تغییر می‌کنند و غیرقابل پیش‌بینی هستند. به همین خاطر تشخیص آن می‌تواند سخت باشد.
شکایات اولیه و مزمن این بیماری، شامل تب، ضعف، درد عضلانی، درد مفاصل و خستگی است. البته این نشانه‌ها جزو معیارهای تشخیص لوپوس نیستند، چون در ارتباط با بیماری‌های دیگر هم دیده می‌شوند. فلذا ظهور آن‌ها تنها همراه با علائم دیگر، اهمیت دارد.
لوپوس در زنان بیشتر از مردان بروز می‌کند، و علائم آن در هر جنس متفاوت است. در زنان لوپوس بیشتر عود می‌کند، شمارش گلبول‌های سفید پایین‌تر است، و آرتریت، پدیدهٔ رینود و علائم روان‌پزشکی بیشتر اتفاق می‌افتند. در حالی که در مردان، بیشتر تشنج، بیماری‌های کلیوی، سروزیت(التهاب بافت‌های ریه و قلب)، مشکلات پوستی و نوروپاتی محیطی رخ می‌دهد.

## علائم پوستی
حدود ۷۰٪ از افراد مبتلا به لوپوس دچار علائم پوستی می‌شوند. این ضایعات شامل سه دسته است: لوپوس جلدی مزمن (دیسکی)، لوپوس جلدی تحت حاد، و لوپوس جلدی حاد.
افراد دستهٔ دیسکی ممکن است لکه‌های قرمز رنگ، ضخیم و پوسته پوسته بر سطح پوست خود نشان دهند. در دستهٔ دوم نیز لکه‌های قرمز و فلس مانند دیده می‌شوند، اما در آن‌ها این لکه‌ها لبه‌های واضح و مشخصی دارند. در دستهٔ سوم، افراد راش پوستی نشان می‌دهند که ممکن است راش پروانه‌ای (یا راش مالار) باشد. راش در ۳۰ تا ۶۰ درصد افراد مبتلا به لوپوس دیده می‌شود.
ریزش مو، زخم‌های دهان و بینی و ضایعات پوستی از دیگر تظاهرات احتمالی این بیماری هستند.

## ماهیچه‌ها و استخوان‌ها
بیشترین علامت دیده شده در این بیماری، درد مفصل است که معمولاً در مفاصل کوچک دست‌ها و مچ دیده می‌شود. برخلاف آرتریت روماتوئید، در لوپوس معمولاً تخریب شدید مفاصل دیده نمی‌شود. کمتر از ده درصد افراد مبتلا به لوپوس دچار تغییر شکل در مفاصل دست و پا می‌شوند.
افراد مبتلا به لوپوس همچنین در معرض خطر ابتلا به سل پوکی استخوان هستند.
ممکن است بینِ آرتریت روماتوئید و لوپوس ارتباطی وجود داشته باشد. لوپوس همچنین ممکن است باعث افزایش ریسک شکستگی استخوان در زنان جوان شود.

## خون
کم خونی در کودکان مبتلا به لوپوس معمول است. کاهش پلاکت و گلبول‌های سفید ممکن است به‌دلیل خود بیماری یا عوارض جانبی داروهای مصرف شده، اتفاق بیفتد. افراد مبتلا به لوپوس ممکن است دچار نشانگان آنتی فسفولیپید (یک اختلال ترومبوتیک) شوند و در سرم آنها اتوآنتی بادی‌هایی علیه فسفولیپیدها دیده شود؛ که این موضوع باعث افزایش زمان نسبی ترومبوپلاستین (تست PTT) و مثبت شدن تست آنتی‌بادی‌های ضد فسفولیپید می‌شود (لوپوس آنتی کواگولانت).
اتوآنتی بادی دیگری که در لوپوس افزایش می‌یابد، آنتی‌بادی ضد کاردیولیپین است که منجر به نتیجهٔ مثبت کاذب در تست سیفلیس می‌شود.

## قلب
لوپوس می‌تواند باعث پریکاردیت (التهاب لایهٔ خارجی قلب)، میوکاردیت (التهاب ماهیچهٔ قلب) یا اندوکاردیت (التهاب لایهٔ داخلی قلب) شود. اندوکاردیت در لوپوس از نوعِ غیرعفونی است، و به نامِ اندوکاردیت لیبمن-ساک هم نامیده می‌شود. آترواسکلروز هم در این افراد بیشتر دیده می‌شود، و سریعتر نیز پیشرفت می‌کند.

## ریه‌ها
لوپوس می‌تواند باعث درد و التهاب پردهٔ جنب (پلورزی)شود، که به ندرت منجر به سندروم آب رفتن ریه‌ها و کاهش حجم ریه شود. دیگر اختلالات مربوط به ریه عبارتند از پولمونیت، بیماری مزمن ریه بینابینی، پرفشاری ریوی، آمبولی ریه، و هموراژی ریوی.
علایم و نشانه‌هایی که ممکن است زنگ خطری برای عود بیماری لوپوس باشد:
- خسته شدن بیش از حد انتظار
- احساس ضعف مداوم
- احساس درد در تمام بدن
- داشتن تب به صورت خفیف یا شدید
- بی‌اشتهایی مداوم
- کاهش وزن ناخواسته
- افزایش ریزش مو
- خون‌ریزی از بینی به صورت مکرر
- زخم‌های سقف دهان به‌طوری‌که پس از خوردن غذاهای تند دچار سوزش شود
- بثورات پوستی در نقاط مختلف بدن
- درد مفاصل
- تورم مفاصل
- خستگی مفاصل هنگام برخاستن از خواب
- درد قفسه سینه با افزایش تنفس
- تنگی نفس
- سرفه همراه با خلط خونی
- سردردهای غیرمعمول و مداوم
- احساس حالت تهوع و استفراغ
- احساس ناراحتی و درد در شکم به‌طور مداوم
- ورم کردن پاها به‌طور مداوم
- ورم کردن پلک‌ها
- دیده شدن خون در ادرار
- بالا رفتن مقدار pt علامت مشخصه لوپوس است

## بیماریزایی
بیماریزایی و ابتلا به لوپوس:
- ۹۰٪ از کل مبتلایان را زنان تشکیل می‌دهند - اکثراً بین ۱۵ تا ۴۵ سالگی مبتلا می‌شوند
- ۷۰٪ بیماران لوپوس منتشر است. در ۵۰٪ بیماران یک عضو اصلی شان درگیر است
- لوپوس پوستی تقریباً ۱۰٪ همه انواع بیماران لوپوس است
- ۲۰٪ ژنتیک است در خانواده درجه یک
- فقط ۵٪ از بچه‌هایی که از پدر و مادری که مبتلا به لوپوس هستند، مبتلا به لوپوس می‌شوند
- در سیاه پوستان ۲ تا ۳ برابر بیشتر از بقیه افراد است

## درمان

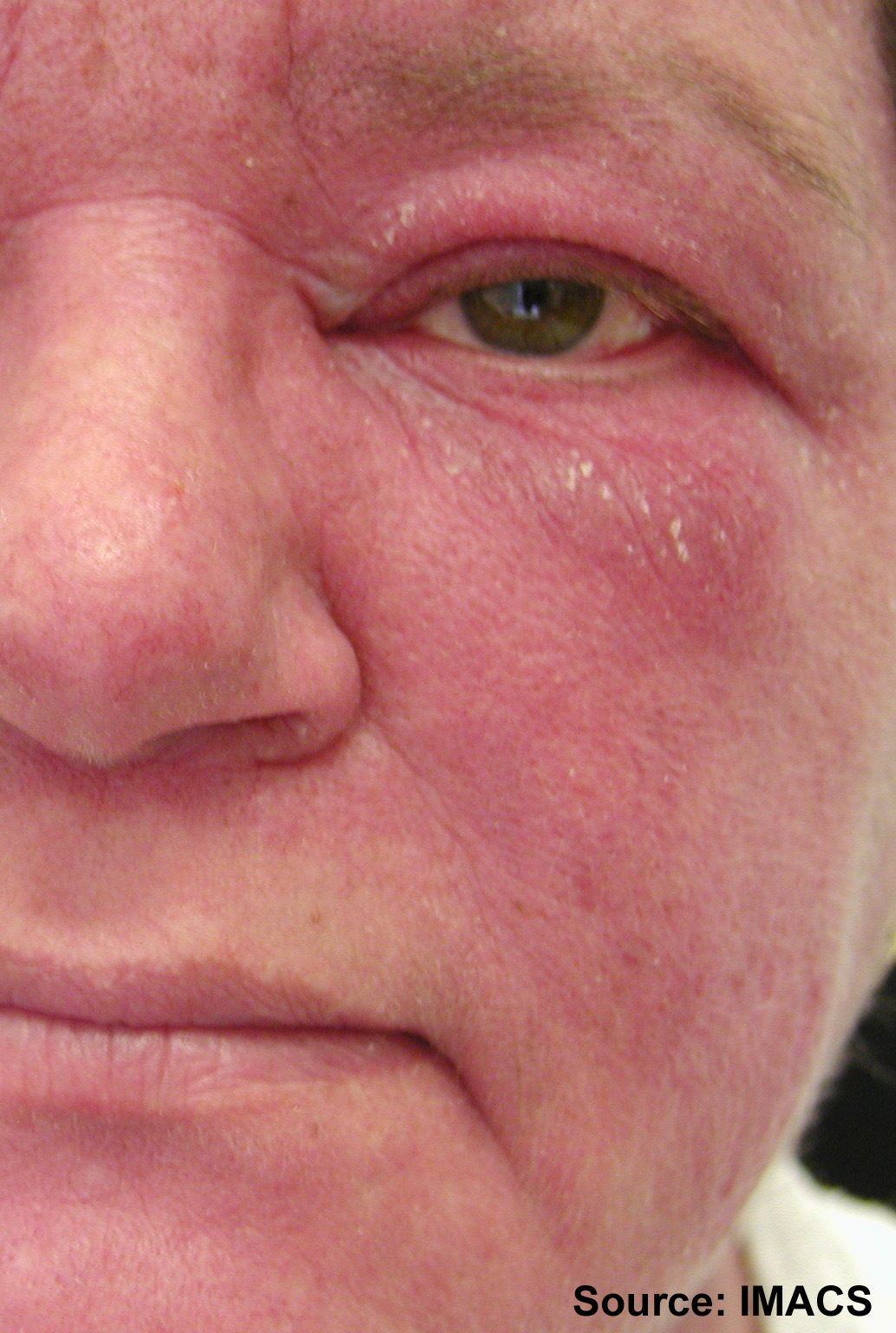
مرد میانسال با لوپوس منتشر یا لوپوس اریتماتوس سیستمیک

برای درمان لوپوس حاد کورتیکوستروئید∗ تجویز می‌شود. تجویز داروی ضد مالاریا مانند هیدروکسی کلروکین نیز مؤثر است. از کرم‌های محافظت‌کننده در مقابل نور مانند «کورتیکوئید»∗ استفاده می‌کنند. در موارد مقاوم به کورتیکواستروئیدها از داروهای ضعیف‌کننده ایمنی مانند آزاتیوپرین، میکوفنولات موفتیل و سیکلوفسفامید استفاده می‌شود.
-تشخیص آزمایشگاهی:تستهای ESR-ANA-ANTI DNA-LE cell
داروی تزریقی جدید، با نام بنلیستا (Benlysta)، اولین دارویی است که به‌طور ویژه برای درمان لوپوس ساخته شده‌است.